# Francisco Gabino Arias
Francisco Gabino Arias (Salta, 9 de octubre de 1732 - Salta, 1808), fue un explorador y militar criollo, que se desempeñó como gobernador del Tucumán colonial.

## Biografía
Francisco Gabino Arias nació en Salta el 9 de octubre de 1732 y fueron sus padres el maestre de campo Pedro Arias Rengel Hidalgo y Petronila de Aguirre y Villanueva. Se dedicó primero a la agricultura y más tarde siguió la carrera militar, donde llegó a ser coronel del ejército español en América. Se casó con Feliciana Martínez Sáenz.
Hacia 1774 se retiró del ejército y se dedicó a explorar regiones desconocidas de la zona norte del Chaco. Fue designado juez pacificador y comisario de la frontera de Esteco.
Arias fue autor de la expedición de 1774, donde recorrió la actual zona del Gran Chaco y el río Bermejo junto al comerciante y gobernador del Tucumán Gerónimo Luis de Matorras, con el objetivo de pacificar la región y establecer allí nuevas reducciones de indios. Sin embargo, Matorras murió en 1775 durante la expedición y Arias fue nombrado como gobernador interino por la Real Audiencia de Charcas hasta 1776.
Se le encargó el establecimiento de reducciones, y con ese fin, fundó las ciudades de La Cangayé en 1780 y San Bernardo de Vértiz al año siguiente.
Falleció en Salta en 1808 en la extrema pobreza. El resultado de sus exploraciones lo volcó en la obra inédita: "Extracto de todas las actuaciones seguidas con el superior gobierno sobre conquista y expediciones en el Gran Chaco", referido al período 1774-1808. Su hijo, José Antonio, completó las exploraciones que comenzó su padre y escribió la obra, "Historia Geográfica del Chaco".